# حلوا بربری
حلوای خاوری  یا حلوای بربری در قسمتهایی از استان خراسان رضوی  توسط خاوری‌ های خراسانی در ایران رایج است.
این حلوا از آرد گندم پر سبوس، جوانه‌های گندم و روغن تهیه می‌شود.طبخ این حلوا بسیار سخت و دشوار است بطوری‌که تقریباً 7 تا 10 ساعت طول می کشد . و نیز در طبخ آن بهتر است از روغن جامد ( امروزه گیاهی و در گذشته حیوانی)استفاده شود(با توجه به اینکه روغن جامد نباتی در حرارت بالا و سرخ شدن طولانی، اسیدهای چرب با زنجیره سنگین ایجاد می‌کند و این نوع چربی بسیار خطرناک و یکی از عوامل مؤثر در ایجاد سرطان شناخته شده، بهتر است استفاده نشود. به دلیل زمان طبخ طولانی در حرارت بالا،  روغنهای گیاهی مایع برای این کار مناسب تر است).برای طبخ این نوع حلوا از دیگهای محکم مسی یا چدنی باید استفاده کرد چون در مراحل طبخ باید دایماً هم زده و ته آن تراشیده شود و گرنه مزه سوختگی خواهد داد.برای هم زدن این غذا از کاردک‌ها سر تیز باید استفاده کرد.
این نوع حلوا معمولاً در چهارشنبه آخر صفر طبخ به عنوان نذری می‌شود،